# Tournous-Darré
Tournous-Darré är en kommun i departementet Hautes-Pyrénées i regionen Occitanien i sydvästra Frankrike. Kommunen ligger i kantonen Trie-sur-Baïse som tillhör arrondissementet Tarbes. År 2022 hade Tournous-Darré 78 invånare.

## Befolkningsutveckling
Antalet invånare i kommunen Tournous-Darré
| Referens: INSEE |